# コミューン (スウェーデン)

コミューン区分

コミューン（スウェーデン語：kommun）はスウェーデンの基礎自治体である。フランスのコミューンがルーツにある。日本の市町村に相当するが、人口の多寡や面積の大小に関係なく呼び方はコミューンである。
歴史的に農村人口が多かったスウェーデンは、過疎地域を露骨に差別することがない。2007年現在、スウェーデン国内のコミューン総数は290である。
1862年の改革施行から、都市部と地方部のコミューンはそれぞれ別の地方自治令に拠っていた。このような地方自治法は、すぐ後に述べる第2回大合併を経てから統一された。スウェーデンにおける市町村の大合併は1952年と1962年の2回にわたって行われた。第1回目の大合併で総数は2500から1037に縮小された。第2回目の大合併は1962年から12年かけて行われた。1969年からは国会決議により強制となった。大合併の完了した1974年時点でのコミューンの総数は278であった。その後、総数は当初から合併に否定的であったいくつかのコミューンが分割される形で微増し、現在の290となった。
コミューンの主な責務は、教育と社会保護である。医療についてはランスティングの責務と、明確化されている。

## 責務
法により、コミューンの責務は以下と定められている。
- 児童ケア、就学前教育
- 初等教育、中等教育
- 社会的サービス
- 高齢者ケア
- 障害者支援
- 公衆衛生、環境衛生問題（医療は除外）
- 緊急サービス（警察は中央政府の責務であるため除外）
- 都市計画
- 衛生 (浄水、ゴミ処理）

これに加えて多くのコミューンでは、若者活動支援や住居支援サービスを行っている。
| 健康・社会サービス | 24% |
| 個人・家庭ケア     | 24% |
| 児童福祉           | 10% |
| 教育               | 24% |
| その他             | 18% |